# 古県
古県（こ-けん）は中華人民共和国山西省臨汾市に位置する県。

## 歴史
1971年、安沢県及び浮山県の一部に新設された。

## 行政区画
- 鎮:岳陽鎮、北平鎮、古陽鎮、旧県鎮、三合鎮
- 郷:南垣郷